# Baschet Club Mureș
Il Baschet Club Mureș (più comunemente noto come Mureș) è stata una squadra di pallacanestro della città di Târgu Mureș in Romania. Militava in Divizia A, la massima divisione del campionato di pallacanestro rumeno.

## Storia
Il Mureș è stato fondato nel 2000 e ha raggiunto la massima divisione nel 2005. Da allora non ha più abbandonato la categoria sebbene non abbia ancora vinto alcun trofeo. Il miglior risultato ottenuto è infatti la finale per il titolo raggiunta (e persa) nella stagione 2012-13. Nella stagione 2017-2018 si è ritirato dal campionato in corso e la squadra è stata sciolta.

## Colori e simbolo
I colori della maglia del Mureș sono il bianco e l'azzurro. Simbolo e mascotte della squadra è una tigre.